# Federação Portuguesa de Automobilismo e Karting
Die Federação Portuguesa de Automobilismo e Karting (FPAK; deutsch Portugiesischer Automobilsport- und Kartingverband) ist der Dachverband für Automobilsport und Kartsport in Portugal. Die FPAK hat ihren Sitz in der Rua Fernando Namora Nummer 46 in Carnide, einer Gemeinde der Hauptstadt Lissabon. Eine zweite Niederlassung besteht in Matosinhos für den Norden Portugals.
Die FPAK ist Mitglied im internationalen Dachverband FIA und dem Karting-Dachverband CIKFIA. Sie gehört außerdem dem Dachverband Confederação do Desporto de Portugal und dem Comité Olímpico de Portugal, dem Nationalen Olympischen Komitee Portugals an.

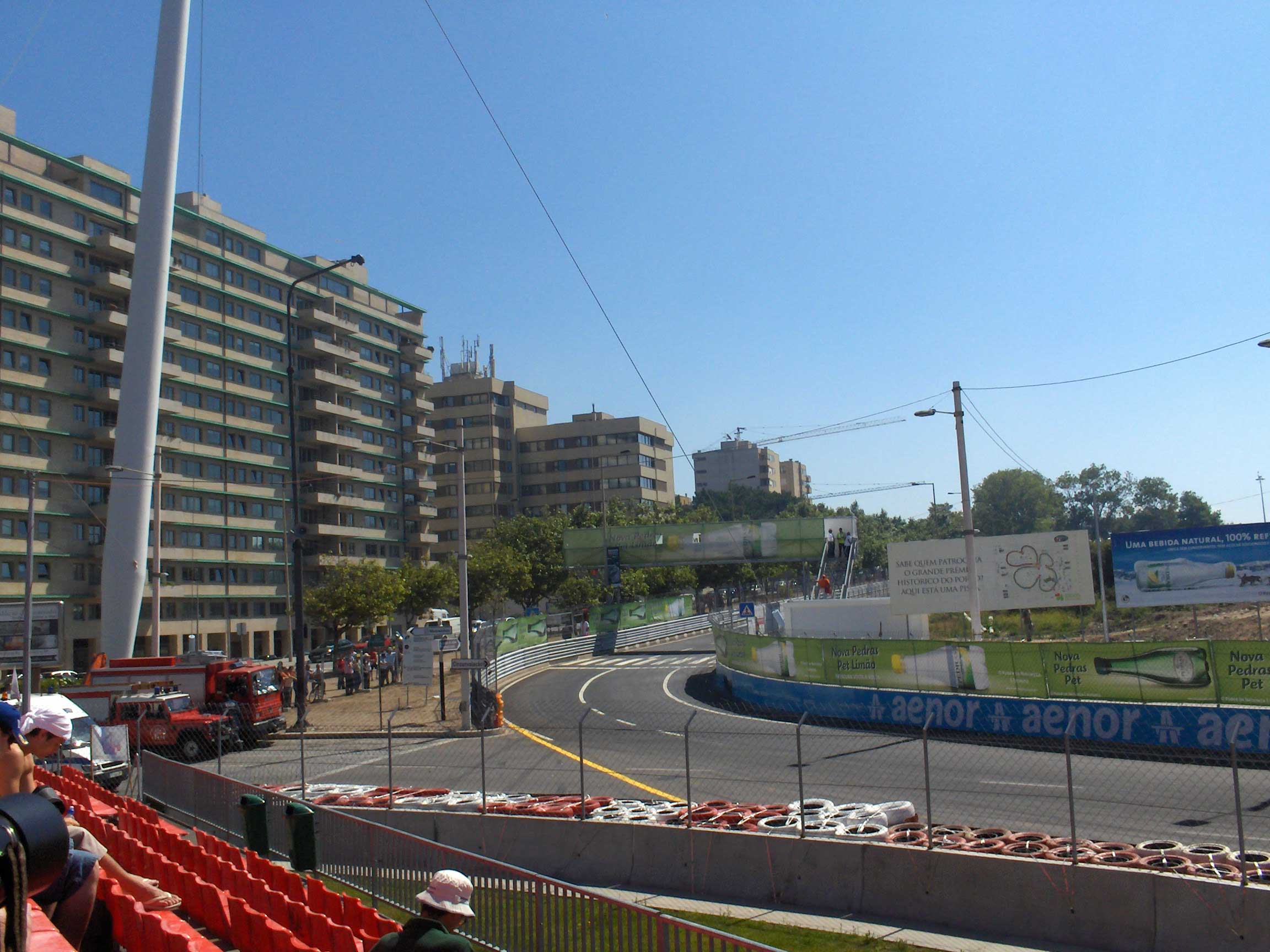
Am Circuito da Boavista (2007)

## Geschichte
Der Automobilsport hat in Portugal eine lange Tradition. 1902 fand mit der Rallye vom Seebad Figueira da Foz bis zur Hauptstadt Lissabon das erste landesweit bedeutende Autorennen statt. Mit dem Großen Preis von Portugal 1958 fand erstmals ein Formel-1-Weltmeisterschaftsrennen in Portugal statt, im Circuito da Boavista, wo bereits seit 1951 Rennen gefahren wurden.
Lange wurden die Rennen vom 1903 gegründeten portugiesischen Automobilclub Automóvel Club de Portugal (ACP) teils allein und teils in Zusammenarbeit mit anderen Veranstaltern und Verbänden veranstaltet. So bestand lange keine Notwendigkeit eines landeseinheitlichen Verbandes.
Die FPAK gründete sich am 22. August 1994 und wurde mit Veröffentlichung im Diário da República, dem portugiesischen Gesetzblatt, am 4. März 1995 anerkannt.  Als Gründungsjahr wird daher auch vom Verband selbst 1995 angegeben.

## Aktivitäten

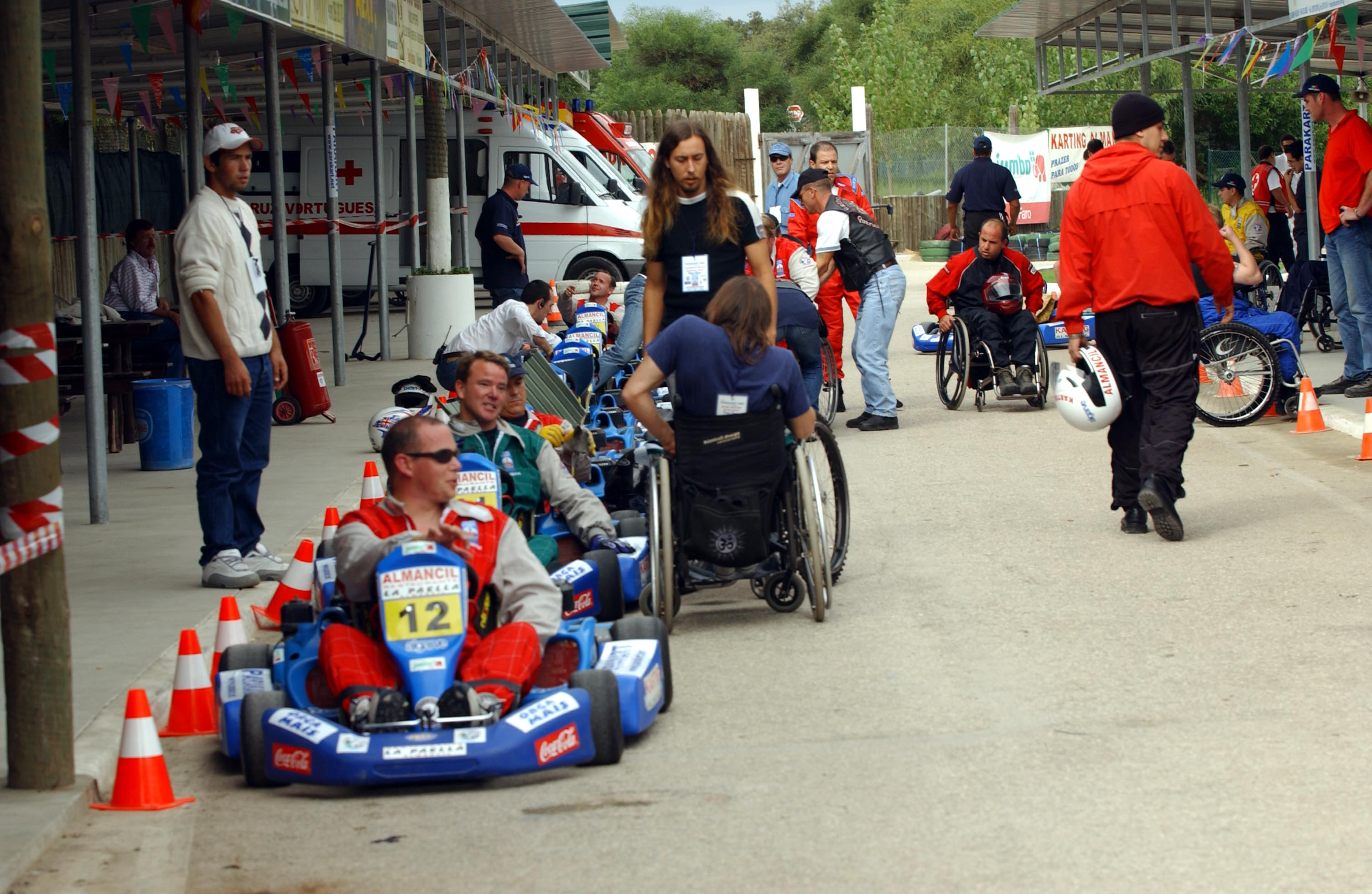
Parakart in Almancil 2002

Die FPAK widmet sich verschiedenen Motorsportkategorien, die sie mit einzelnen Fachgruppen, den Comissões (Kommissionen) betreut. Dabei sind insbesondere sechs Schwerpunkte zu nennen (s. u.), in denen die FPAK die meisten ihrer Wettbewerbe veranstaltet.
Zu den bedeutendsten Rennen der FPAK gehört die Rallye Portugal, die Teil der FIA-Rallye-Weltmeisterschaft ist. 2015 veranstaltete die FPAK zudem eine Vielzahl weiterer internationaler und nationaler Rennen, insbesondere die Rallycross-Weltmeisterschaft, und eine der zwölf Durchgänge der Tourenwagen-Weltmeisterschaft 2015, im Circuito Internacional de Vila Real.
Neben den im Folgenden genannten Wettbewerben ist die FPAK bei einer Vielzahl weiterer kleinerer oder sportlich weniger relevanter Rennen Veranstalter oder Mitveranstalter, etwa bei verschiedenen historischen Ortsfahrten oder kleinen kommunalen Rallyes. Bei einer Reihe Veranstaltungen, insbesondere bei den Rallyes, arbeitet die FPAK mit dem portugiesischen Automobilclub Automóvel Club de Portugal (ACP) zusammen.

### Geschwindigkeitsrennen

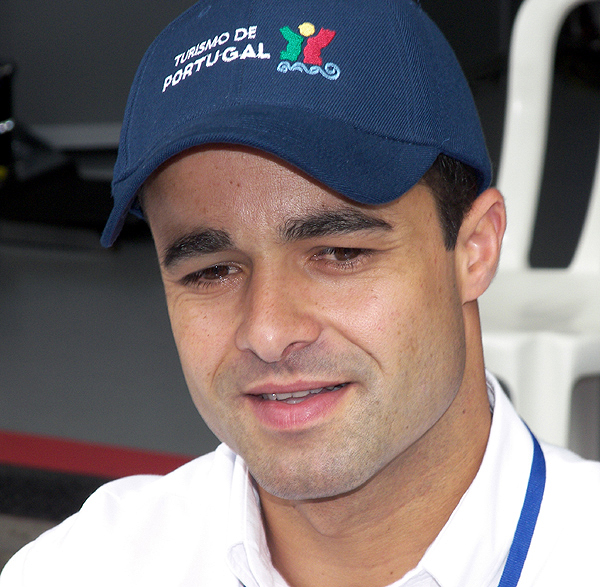
Einer der erfolgreichsten Rennfahrer Portugals: Pedro Lamy (hier beim Le Mans 2007)

Velocidade: Geschwindigkeitsrennen für Sportwagen und Tourenwagen:
- Campeonato Nacional de Velocidade de Sport Protótipos
- Campeonato Nacional de Velocidade de Turismos
- Campeonato Nacional Velocidade GT / T
- Campeonato Nacional de Clássicos
- Challenge Desafio Único FEUP 2 e 3
- Classic Super Stock
- Troféu Quinhentos (500)
- Single Seater Series
- Super 7 by KIA
- Historic Endurance

### Rallyes
Ralis, Rallyes und Rallyesprints:
- Campeonato Nacional de Ralis

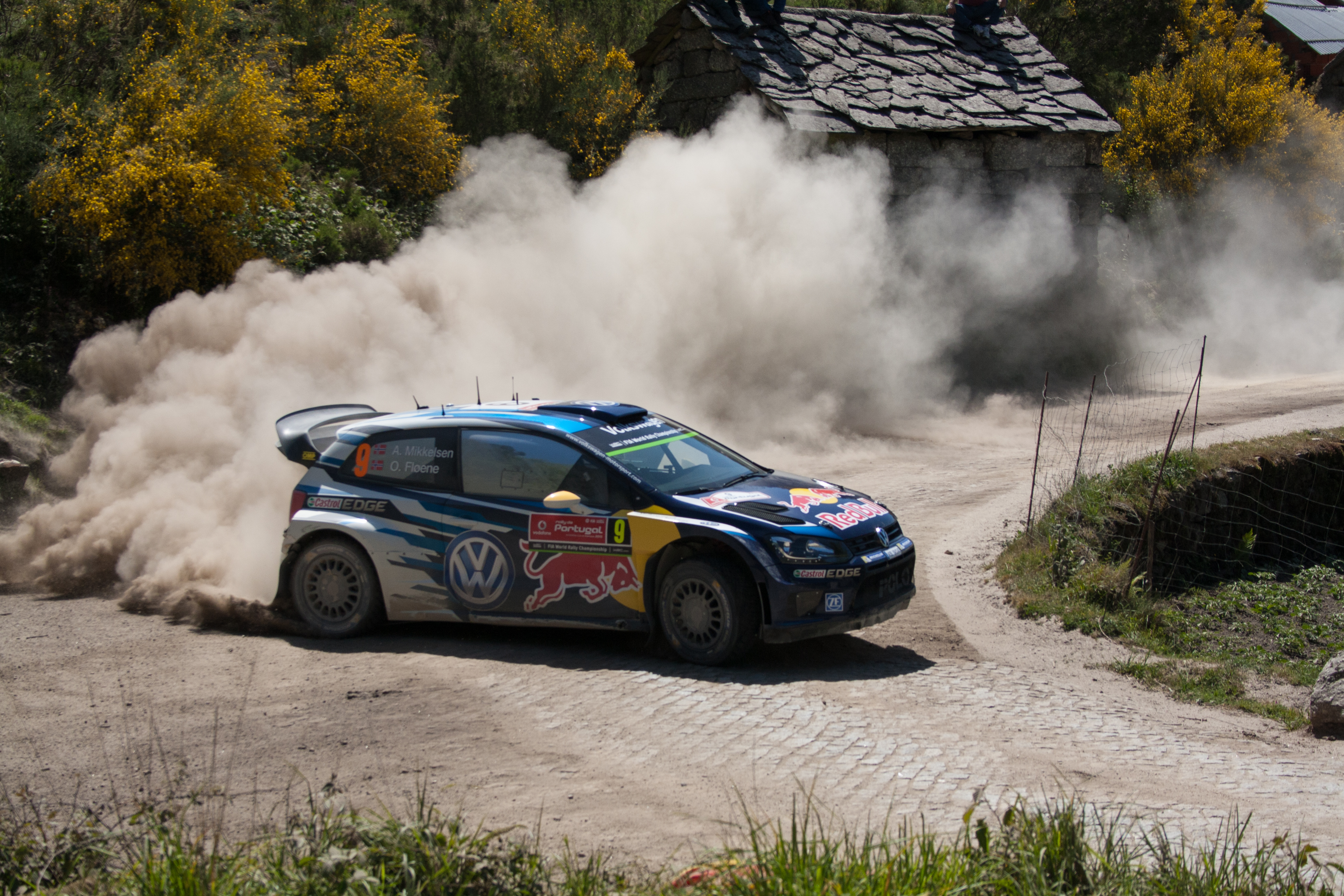
A. Mikkelsen mit O. Floene bei der Rallye Portugal 2015

- Campeonato Nacional Clássicos de Ralis
- Campeonato Nacional de Iniciados de Ralis (Nachwuchs-Meisterschaft)
- Campeonato Nacional de Regularidade Histórica
- Campeonato FPAK de Ralis Norte (FPAK-Meisterschaft der Region Nordportugal)
- Campeonato FPAK de Ralis Centro (FPAK-Meisterschaft der Region mittleres Portugal)
- Campeonato FPAK de Ralis Sul (FPAK-Meisterschaft der Region Südportugal)
- Campeonato de Ralis dos Açores (FPAK-Meisterschaft der Azoren)
- Campeonato de Ralis da Madeira (FPAK-Meisterschaft auf Madeira)
- Taça FPAK Ralis de Asfalto (Straßenpokal)
- Taça FPAK Ralis de Terra
- Master Ralis Sprint Norte
- Master Ralis Sprint Sul
- Troféu Sprint AMAK (Madeira)
- Troféu de Ralis Santa Maria "Além Mar"
- Além Mar Rali Challenge Açores 2015
- Troféu de Ralis do Canal Além Mar dos Açores
- Troféu Regional de Ralis “Além Mar” Terceira - Graciosa

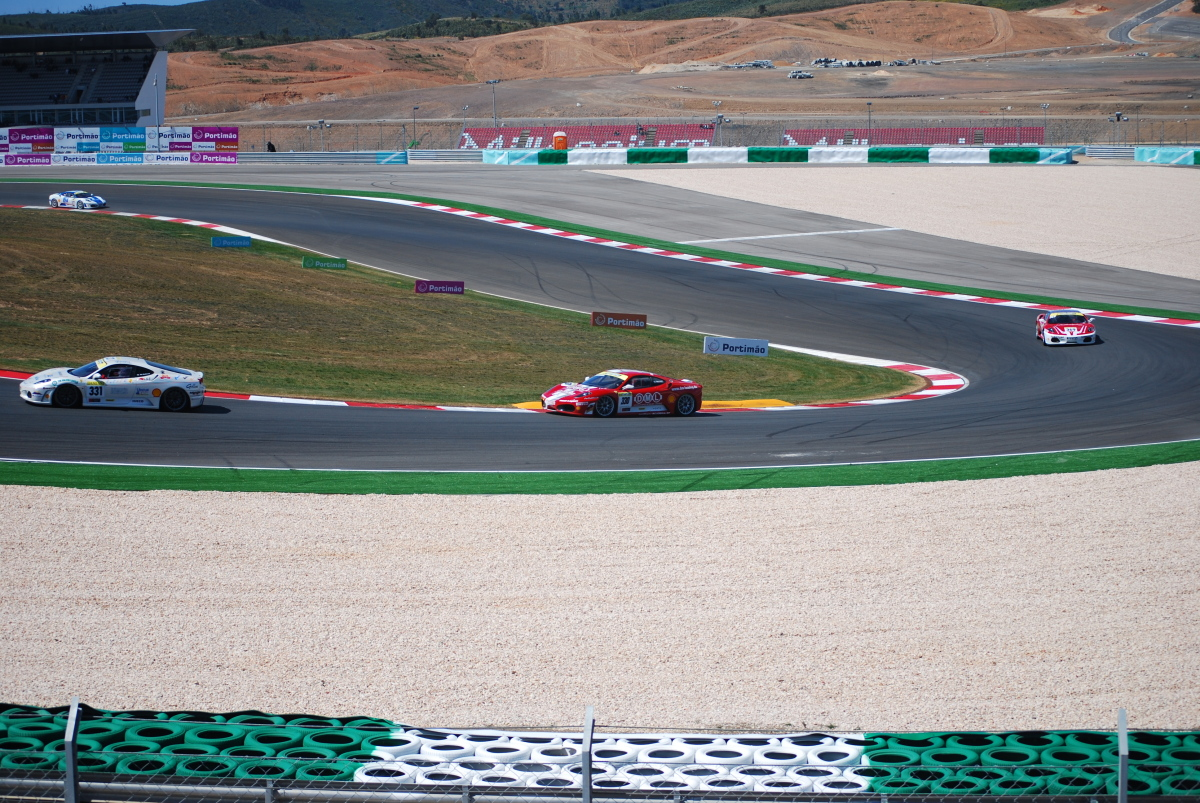
Bei der Ferrari Challenge im Autódromo Internacional do Algarve (2009)

- Troféu de Ralis Sprint do Sul
- Troféu Rali Regional Centro
- Critério de Ralis do Centro
- Ladies Rally Trophy
- DS3 R1 Challenge
- Troféu Inter Municípios

### Geländewettbewerbe
Todo-o-Terreno, Offroad, also Allrad- oder Geländewettbewerbe:
- Campeonato Nacional de Todo-o-Terreno (Landesmeisterschaft)
- Taça Nacional de Todo-o-Terreno (Landespokal)
- Taça Ibérica de Todo-o-Terreno (Iberischer Pokal)
- Desafio Total Mazda (Total-Mazda-Rennen)

### Bergrennen
Montanha, Gebirgsfahrten:
- Campeonato Nacional de Montanha (Landesmeisterschaft)

### Rallyecross
Ralicross:
- Campeonato Nacional de Ralicross/Kartcross
- Troféu Super Buggy
- Troféu de Resistências de Autocross - CAL

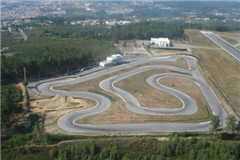
Das Kartódromo von Vila Real (2003)

### Karting
- Campeonato Nacional de Karting (Landesmeisterschaft)
- Taça de Portugal de Karting (Landespokal)
- Troféu Norte de Karting (Nord-Trophäe)
- Troféu Oeste de Karting (West-Trophäe)
- Rotax Max Challenge de Karting
- Gillamp Madeira Kart Cup
- 24 Horas de Portugal de Karting (portugiesisches 24-Stunden-Rennen)

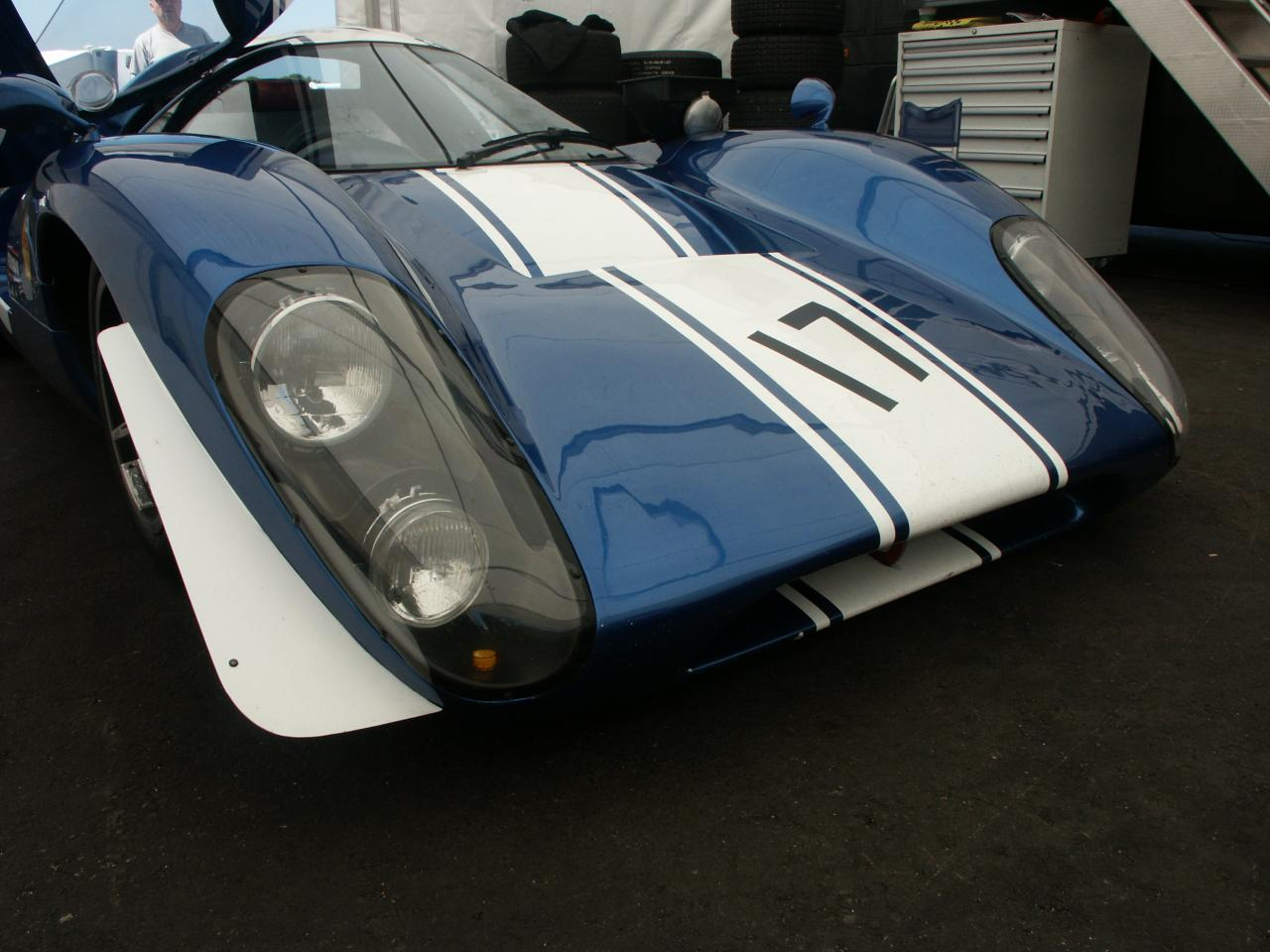
Ein Chevron B16 bei einem FPAK-Geschwindigkeitsrennen (Campeonato de Portugal de Clássicos, 2009)

### Weitere
- Regularidade - Troféu ACAAN / Miguel Oliveira
- Troféu de Especiais Sprint do Oeste
- Troféu de Perícias do Slalom Clube de Portugal
- Troféu Ilha Terceira de Arranques
- Troféu Regional de Especiais Slalom - CS Motors
- Series by NDML
- Madeira Classic Challenge
- Troféu Clássicos FPAK/Inatel
- Troféu de Arranques do Faial

## Organisation
Präsident ist Manuel Mello-Breyner. Neben dem Präsidenten, der neunköpfigen Verbandsleitung (Direcção) und der Generalversammlung (Assembleia Geral) verfügt die FPA über vier weitere Organe:
- Conselho de Comissários (dt.: Rat der Kommissäre)
- Conselho Fiscal (dt.: Aufsichtsrat oder auch Kontrollrat)
- Conselho de Disciplina (dt.: Disziplinarrat)
- Tribunal de Apelação (dt.: Berufungsgericht)

Die FPAK unterhält eine Reihe Kommissionen für die einzelnen Sportkategorien, insbesondere für die sechs Schwerpunkte des Verbands (siehe Aktivitäten).

## Zahlen

### Finanzen
Die FPAK ist als gemeinnützige Sportinstitution (Instituição de Utilidade Pública Desportiva) anerkannt und damit steuerbegünstigt.
Das Jahr 2014 schloss die FPAK mit einem positiven Saldo von 105.495,84 €. Einnahmen von 1.947.121,75 € standen dabei Ausgaben von insgesamt 1.841.625,91 € gegenüber.

### Angestellte
Neben den zahlreichen ehrenamtlichen und freiberuflichen Amtsträgern und Mitarbeitern hat die FPAK 16 Festangestellte, davon 14 am Hauptsitz in Lissabon und zwei im Büro in Matosinhos.

### Lizenzierte Fahrer
| Jahr | Gesamt | Frauen | Jugendliche | Wettbewerbsfahrer |
| ---- | ------ | ------ | ----------- | ----------------- |
| 2014 | 3026   | 159    | 19          | 1010              |
| 2013 | 2399   | 105    | 92          | 906               |
| 2012 | 2318   | 111    | 121         | 974               |
| 2011 | 2422   | 109    | 122         | 1675              |